# Egan (Louisiane)
Pour les articles homonymes, voir Egan.
Egan est une census-designated place de la paroisse de l'Acadie, en Louisiane, aux États-Unis. 